# Omgevallen boom
Omgevallen boom is een artistiek kunstwerk in Amsterdam-Centrum.
Pieter Engels en Shlomo Korén kwamen in hun tweede samenwerking tijdens een sanering van de wijk Bickerseiland in 1983 met een kunstwerk, dat bestaat uit wat op een uitgezaagde holle boom lijkt. De buurtbewoners zagen dat er niet in en noemden het steevast de Walvis. Het kunstwerk van zwart graniet ligt op de westoever van het Westerdok, Hollandse Tuin genoemd. De boomvorm is het best zichtbaar als men van het noorden naar het zuiden kijkt; de walvisvorm is voornamelijk zichtbaar voor bewoners van de oostoever van het Westerdok. Het kunstwerk bestaat uit een tien centimeter dikke granieten plaat, waarvan een deel (halve kruin, halve stam) uitgezaagd is en vervolgens in een hoek geplaatst ten opzichte van die plaat. De bovenzijde van die plaat, waarin wolken reflecteren, is gepolijst; de onderzijde, met de glinsterende reflectering van water, grof. Het kunstwerk is voorzien van een klein fonteintje, dat water uit het Westerdok oppompt naar een watervliesje, waarin het water ook weer terugstroomt. In de bodem zijn de namen van de kunstenaars verwerkt in een kleine plaquette (Engels 1983 Koren).
Volgens Engels heeft de gemeente het kunstwerk later voorzien van lichtpunten zonder de kunstenaars te raadplegen. 
De titel Omgevallen boom voert terug op de eerste versie van het beeld. Dat zou bestaan uit een fontein die water spuit in de vorm van een boom. Het was technisch niet haalbaar, waarna dit walvisachtige beeld werd geplaatst, maar de titel werd ongewijzigd overgenomen.

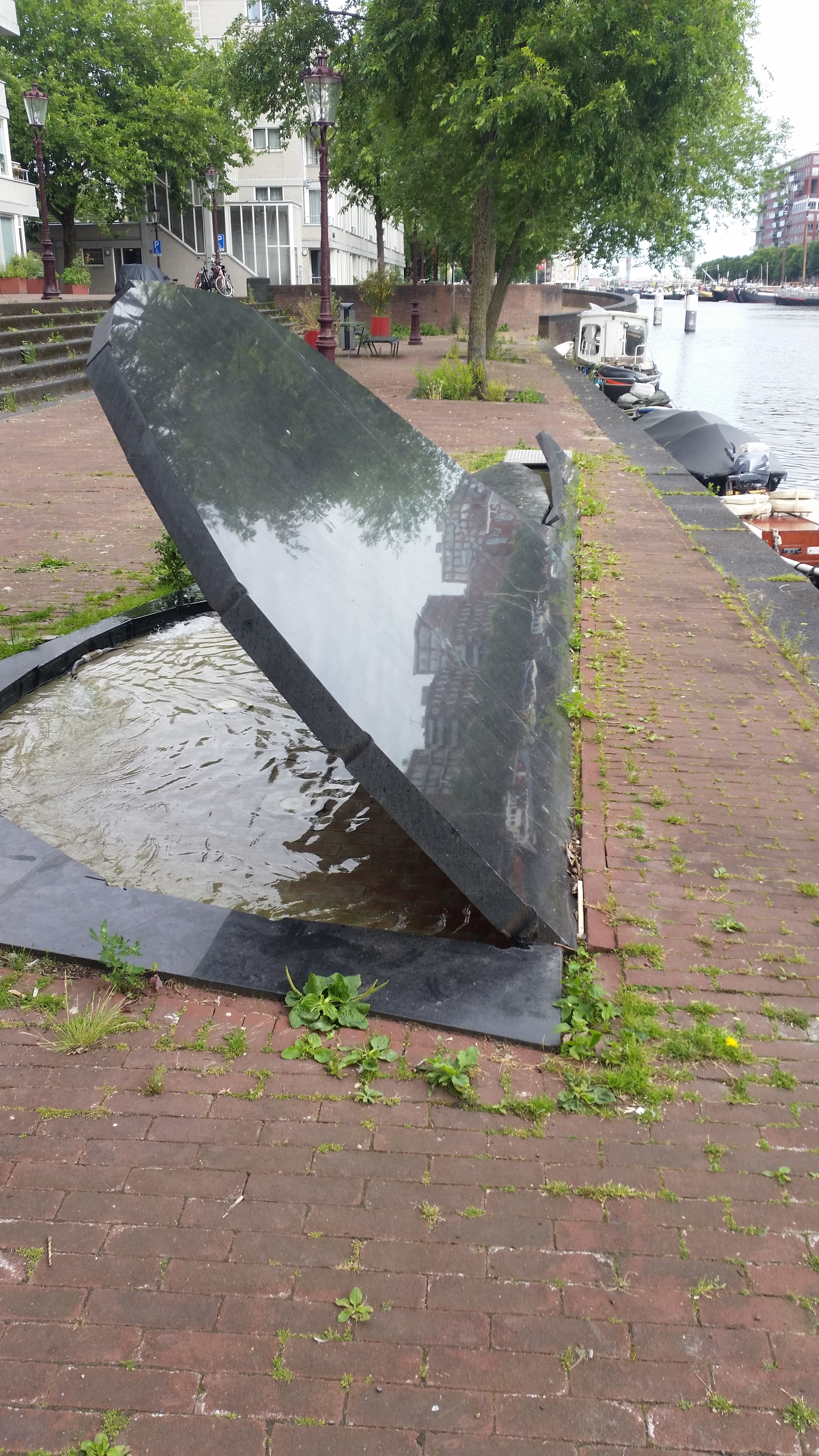
Walvisvorm (augustus 2020)